# فهرست دریاچه‌های فنلاند

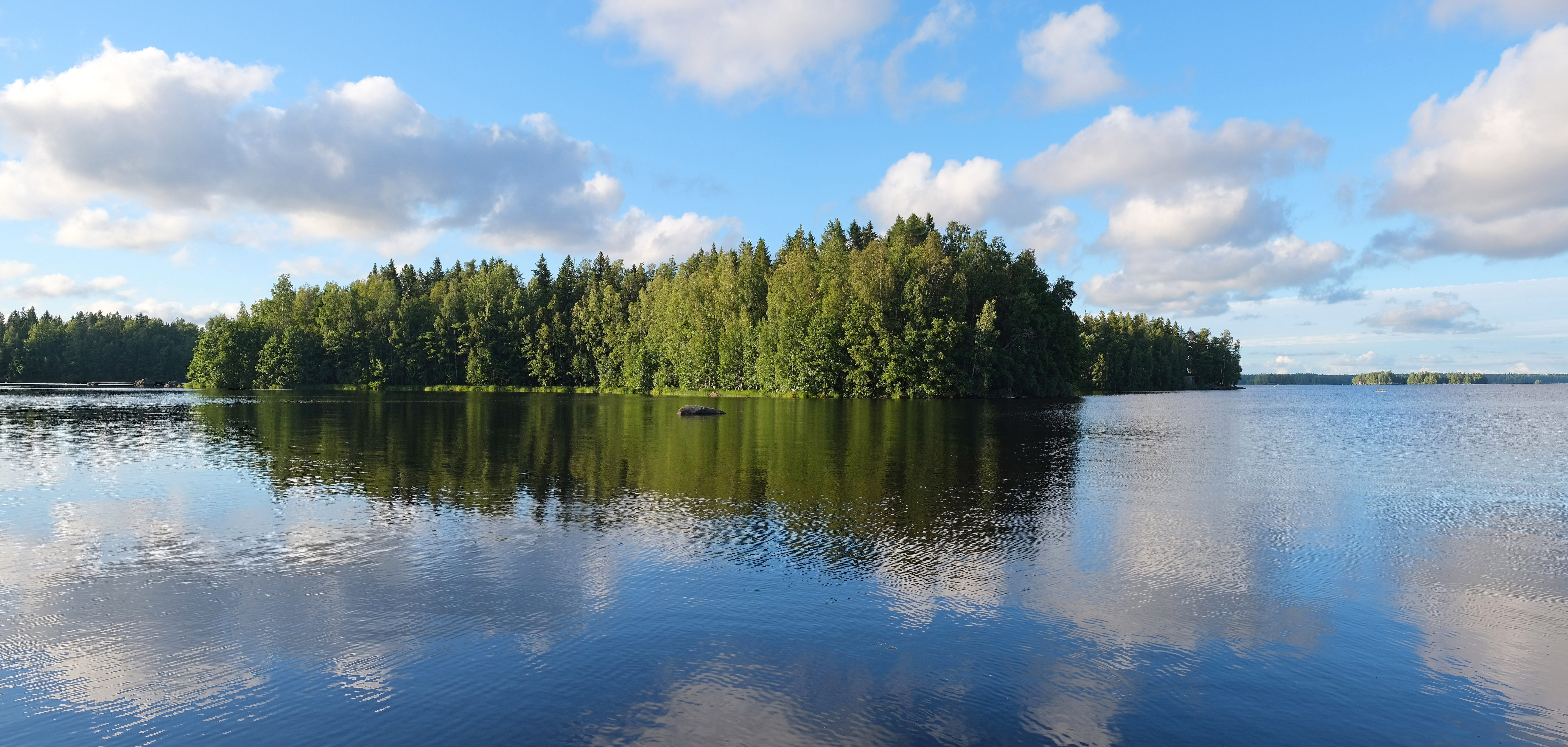
نمایی تابستانی از ایسویروی، ۹۷مین دریاچه بزرگ فنلاند.

در فنلاند ۱۸۷،۸۸۸ دریاچه  بزرگتر از ۵ هکتار (۵۰۰ متر مربع / ۵۳۸۲ فوت مربع) وجود دارد. اکثر آنها کوچک هستند، اما ۳۰۹ دریاچه یا مخزن سد بزرگتر از ۱۰ کیلومتر مربع وجود دارد.

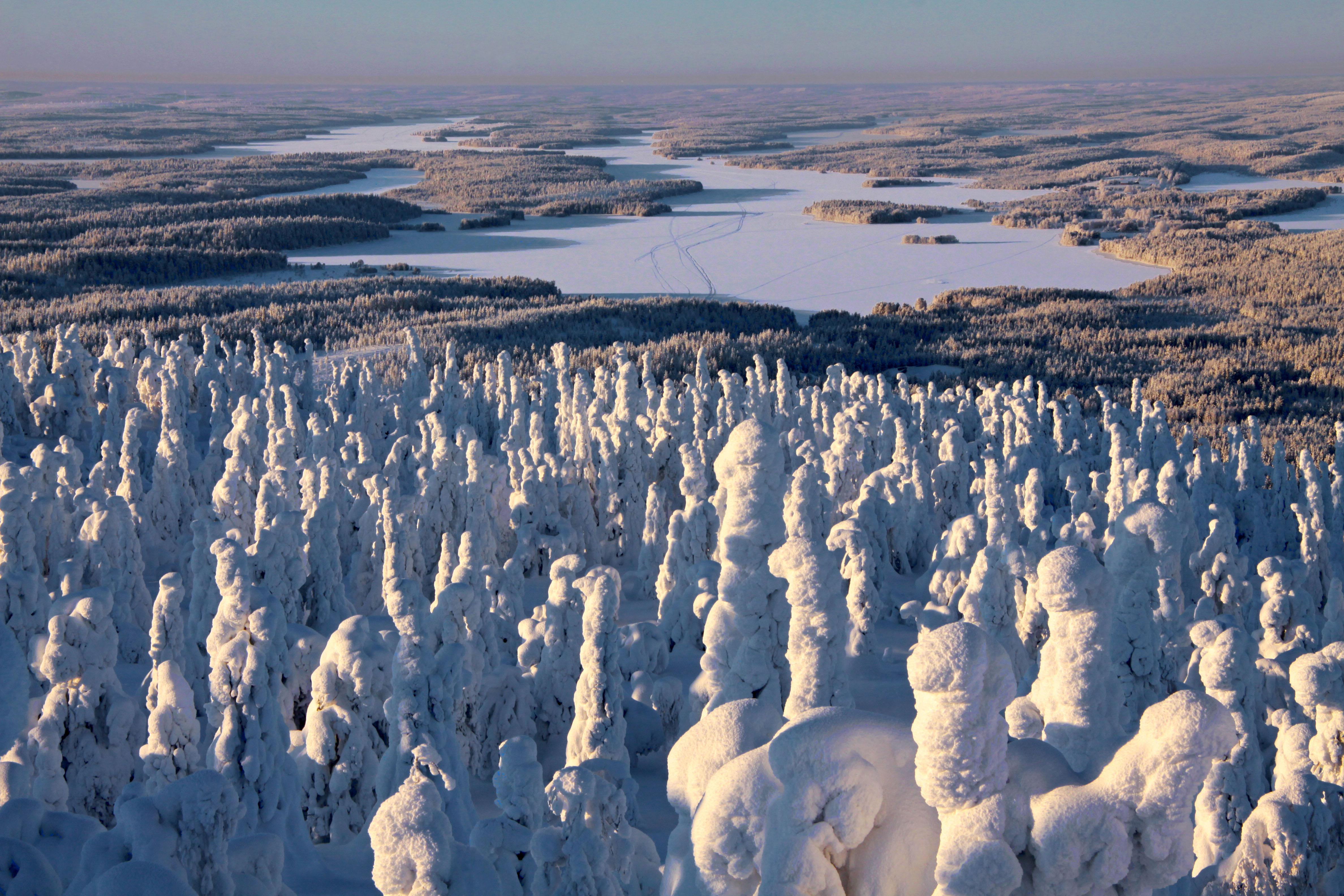
نمای زمستانی دریاچه ای‌یروی از ایوارا در کوسامو، فنلاند

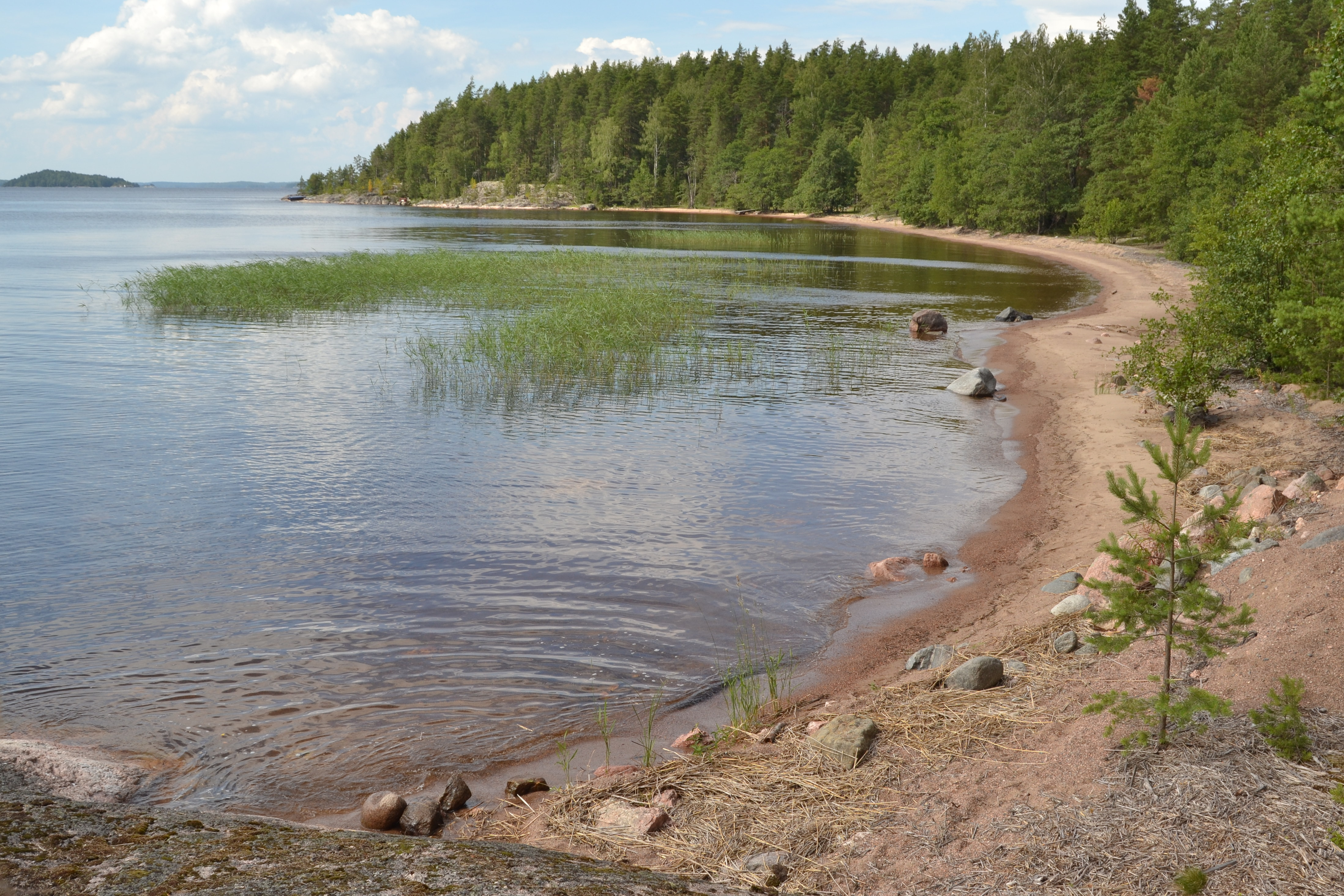
دریاچه سایما

## ده دریاچه بزرگ
| رتبه | نام              | مساحت (کیلومتر مربع) |
| ---- | ---------------- | -------------------- |
|      | دریاچه سایما (۱) | ۴٬۴۰۰                |
| ۱    | سایما            | ۱٬۳۷۷٫۰۵             |
| ۲    | پیینه            | ۱٬۰۸۰٫۶۳             |
| ۳    | ایناری           | ۱٬۰۴۰٫۲۸             |
| ۴    | پیلینن           | ۸۹۴٫۲۱               |
| ۵    | اولویروی         | ۸۸۷٫۰۹               |
| ۶    | پیهلایاوسی       | ۷۱۲٫۵۹               |
| ۷    | اوری‌وسی          | ۶۰۱٫۳۰               |
| ۸    | هائوکیوسی        | ۵۶۲٫۳۱               |
| ۹    | کی‌تله            | ۴۹۳٫۵۹               |
| ۱۰   | کالاوسی          | ۴۷۲٫۷۶               |

(۱) شامل سایما، پیهلایاوسی، هائوکیوسی، پورووسی، اوری‌وسی و پیهَسِلْکه در میان چند دریاچه کوچکتر.